# Annapia Gandolfi
Annapia Gandolfi (Pisa, 29 giugno 1964) è un'ex schermitrice italiana, specializzata nel fioretto. Ha vinto una medaglia d'argento nella scherma ai Giochi olimpici di Seul 1988 nella gara del fioretto a squadre femminile.

## Palmarès
In carriera ha ottenuto i seguenti risultati:

### Giochi olimpici
Individuale
A squadre
- Bronzo nel fioretto a Seul 1988

### Mondiali
Individuale
A squadre
- Argento nel fioretto a Sofia 1986
- Bronzo nel fioretto a Losanna 1987

### Universiadi
Individuale
- Argento nel fioretto a Zagabria 1987

A squadre
- Oro nel fioretto a Kōbe 1985
- Oro nel fioretto a Zagabria 1987

### Campionati italiani
Individuale
- Oro nel fioretto a  1984

A squadre